# Драгутин Кесеровић
Драгутин Кесеровић (Пироман код Обреновца, 21. новембар 1896 — Београд, 17. август 1945) био је пешадијски мајор Југословенске војске, а током Другог светског рата командант Расинског корпуса и Расинско-топличке групе корпуса Југословенске војске у Отаџбини. Средином 1941. године проглашен је за војводу расинског. За време устанка у Србији 1941. године командовао је нападом на Немце у Крушевцу. Немци током октобра 1942. године спроводе операцију Копаоник са циљем уништења четничких снага мајора Кесеровића у селу Крива Река.

## Биографија
Основну школу Кесеровић је завршио у родном Пироману, код Обреновца, а затим је уписан у подофицирску школу у Београду. Из те школе отишао је у Први светски рат, заједно са још четири своја брата. Ратна срећа била је наклоњена Кесеровићима: сви су преживели рат и, овенчани славом Солунског фронта, вратили се кући.
Драгутин и његов брат Милутин су остали официри. Њих двојица су из рата изашли као поручници.
Осим официрског чина, Драгутин Кесеровић је из Првог светског рата донео и Медаљу за храброст „Милоша Обилића“.
Њега је служба одвела најпре у Невесиње, а затим у Мостар и Котор. У Невесињу, Драгутин се оженио Веселинком, ћерком гвожђарског трговца Мирка Поповића. Веселинка и Драгутин су имали петоро деце: Верицу, Младена, Ђорђа, Надежду и Милену. Средином тридесетих година тражио је премештај у Србију. Тако се, 1936. године, са породицом преселио у Крушевац. Био је командант 1. батаљона Дванаестог пешадијског пука „Цар Лазар“. Непосредно уочи Другог светског рата положио је испит за мајорски чин. Кесеровићи су у Крушевцу били подстанари и становали су у скромној кући у Косовској улици.

### Априлски рат
У Априлском рату 1941. године, батаљон мајора Драгутина Кесеровића давао је одлучан отпор немачким моторизованим јединицама на бугарској граници. У борби код села Суково 9. априла 1941. године Кесеровић је рањен у покушају да баци бомбу на један немачки тенк. Са својим пуком се повлачи према Нишу, избегава заробљавање и враћа се својој породици.

### Приступање четницима Косте Пећанца
У четничку организацију Косте Пећанца приступа званично 17. априла и постаје Пећанчев делегат за Расински крај. У јуну успева да окупи десетак официра и подофицира, постављајући свој штаб на месту званом Пикет, изнад села Мали Купци, надомак Великог Јастрепца. У то време, од војводе Пећанца, Кесеровић је добио титулу „војвода Расински“.
Наредних седмица мајор Кесеровић обилази копаоничка и жупска села, држи зборове, прикупља мобилизацијске спискове, као и оружје заостало иза војске поражене у Априлском рату. После издајства војводе Радоја Милосављевића-Роде, немачка патрола га хапси на путу Александровац-Крушевац приликом повратка из штаба Косте Пећанца. На саслушању у Крушевцу, Кесеровић је рекао да је члан Пећанчеве организације, а да циљ његовог рада, наводно, није дизање устанка, већ завођење реда. На инсистирање самог Пећанца, Немци га пуштају после два дана затвора.

### Устанак и приступ команди Драже Михаиловића
Средином септембра 1941, генерал Љубо Новаковић преноси Кесеровићу наређење Драже Михаиловића да је отпочео „општи устанак“ у Шумадији нападима на све градове у којима су Немци. Кесеровићев задатак био је заузимање Крушевца, блокада Трстеника и заузимање Жупе. Он издаје наређење о мобилизацији и 21. септембра присуствује заклетви 6.000 регрута испред манастира Стрмци и на простору села Разбојна код Бруса.
У нападу на Крушевац, планираном за 23. септембар, требало је да учествује и Расински НОП одред, али је због неких неспоразума изостало његово учешће у предстојећем нападу. Кесеровић, је напао Немце у близини Крушевца и убио је 23 немачка војника. После напада на Крушевац, Кесеровић се са својим Расинским четничким одредом придружио опсади Краљева, где се преко мајора Радослава Ђурића ближе упознао са осталим официрима и подофицирима Михаиловићеве организације. Тих дана је и прихватио команду пуковника Михаиловића и званично приступио Четничким одредима Југословенске војске.

### Командант Расинског корпуса
Како ни напад на Краљево није успео, Кесеровић се почетком новембра враћа у копаонички крај и наставља рад на организацији покрета. Први Кесеровићев задатак састојао се у формирању Расинског корпуса. Корпус је званично формиран у периоду од 1. јануара до почетка јула 1942. године, и представљао је једну од десет најјачих четничких ратних јединица. Као командант Расинског корпуса, Кесеровић је непрекидно водио борбе против Немаца, Бугара, љотићеваца и партизана, а крајем маја 1943. године и против Муслиманске милиције. Против његових јединица је била организована операција Копаоник, у октобру 1942, али Расински корпус се пробио из обруча и наставио са борбом. Било је то прво ватрено крштење тек основане немачке СС дивизије „Принц Еуген“. Пошто се Расински корпус пробио из немачко-бугарског обруча, у знак одмазде, Немци и Бугари су стрељали око 700 сељака из Криве Реке на Копаонику и у селима на Гочу.
Уочи немачке операције Шварц, априла 1943. Врховна команда ЈВуО, која се налазила у италијанској окупационој зони, у Црној Гори, на Сињајевини, упућује позив неким јединицама са простора окупиране Србије да дођу у појачање. Међу позванима је био и Расински корпус мајора Драгутина Кесеровића. Командант Кесеровић наређује командантима својих бригада да одаберу 600 најбољих сталних бораца са добрим оружјем и да се припреме за покрет. Кесеровићев Летећи корпус се пребацује са Копаоника на планину Голију где се спаја са 2. Равногорским корпусом под командом капетана Предрага Раковића. Ове снаге се затим усиљеним маршом преко пештерске висоравни упућују према планини Јадовник, где налазе Врховну команду, и потом, почетком маја 1943., крећу у пробијање на север, према Златару и Јавору, у простору који је запосела елитна немачка 1. брдска пешадијска дивизија, вешто избегавајући да буду затворене у немачки обруч. Након немачког неуспеха у операцији Шварц, да сломи главне четничке снаге и њену Врховну команду, Кесеровић се након успешног обављеног задатка са својим Летећим корпусом вратио у своју оперативну зону рада, расински крај.
Током лета 1943. године, највеће борбе између четника и љотићеваца су вођене у околини Крушевца. Пошто снаге Српског добровољачког корпуса нису имале успеха, Немци су испланирали антигерилску операцију којој су дали шифрован назив „Штифелкнехт“. Команда окупиране Србије на челу са генералом Паулом Бадером наредила је извођење операције за 7. август 1943. У акцији су учествовала два пука 297. немачке дивизије, један СС и четири бугарска батаљона. Генерал Бадер је извршио смотру немачких јединица у Крушевцу уочи офанзиве. Међутим, Расински корпус на челу са Кесеровићем се успешно извлачи из обруча и током ове немачке операције. Крајем августа 1943. код Стопање долази до битке између Расинског корпуса и Српског добровољачког корпуса, којима пристижу у помоћ и бугарске јединице.
Расински корпус под командом потпуковника Кесеровића победио је партизане у бици на Јастрепцу 14. фебруара 1944. године. Након тога, са 1800 четника Расинског корпуса креће у Топлицу ради уништавања пристиглих партизанских одреда. Битка између Расинског и Топличког корпуса и главнине партизанских снага из јужне Србије почела је 17. марта 1944. на падинама Видојевице. Борбе су трајале до 20. марта, када су партизани поражени притрпевши губитке од 189 погинулих, док су четници имали 44 погинула борца.

### Командант Расинско-топличке групе корпуса
По наређењу генерала Драже Михаиловића, Драгутин Кесеровић је 30. априла 1944. године унапређен у чин потпуковника и постављен за команданта Расинско-топличке групе корпуса. Ову јединицу чинили су Расински, Топлички и Јастребачки корпус (укупно 2500 четника) са задатком да се супротставе партизанским дивизијама које су надирале из Босне. Четничке снаге концентрисане на Копаонику и североисточно од њега
од ове планине, током прве половине августа 1944, ангажоване су у оквиру немачких војних операција. У извештајима армијске групе Ф и Команде Југоистока од 10. августа 1944. истиче се да се Кесеровићева Расинско-топличка група корпуса добровољно ставила под команду борбене групе Дизнер.

#### Улазак Црвене армије
Улазак Црвене армије на територију Србије утицао је на то да се Кесеровићеви одреди ангажују у заједничку борбу са трупама Црвене армије. Прва таква акција била је ослобађање Крушевца 14. октобра 1944. године. У граду је Кесеровић дочекао енглеског поручника Евалда Крамера и совјетског пуковника Патовкина.
Када су Црвеноармејци, након оштре интервенције Тита у совјетском штабу у Крајови, почели да хапсе четнике, Кесеровић се спасао бекством из Крушевца. После говора окупљеним грађанима са балкона хотела „Париз“, Кесеровић се, пред совјетским официрима, изговорио да мора у тоалет. Изашао је кроз прозор тоалета и прикључио својим четницима, који су се ужурбано повлачили према Гочу, док су, под совјетском заштитом, у град улазиле партизанске јединице. Расинско-топличка група корпуса повлачила се према Босни на јужном крилу, правцем Ивањица-Сјеница-Пријепоље-Пљевља-Калиновик, а затим према питомијем босанском северу. Међутим, после само неколико дана Кесеровићеве јединице су за Божић 1945. године, после тродневне борбе, успеле да савладају усташе у Модричи. У овом граду четници ће остати готово три месеца. Средином марта прелазе реку Босну, да би наредних месец дана остали на Вучијаку. Са ове планине, четничка главнина је 13. априла пошла у Србију, желећи да подигне устанак против комуниста. Јединице за пробој до Србије подељене су у три колоне. Пуковник Драгутин Кесеровић је био на челу десне колоне. После тачно месец дана пробоја, 13. маја 1945. године, до Србије су прво стигле јединице под Кесеровићевом командом. Било је то на ушћу Сутјеске у Дрину, испод Зеленгоре.
Остаци Кесеровићевих јединица покушали су наредних дана да пређу Дрину и наставе борбу. Кесеровић се са двадесетак људи упутио преко Јахорине и Вокшанице, да би 6. јуна поново избио на Дрину, наспрам села Јагоштица.
Један подофицир се утопио у брзој реци, а он је успео да преплива. На другој обали је ухапшен и спроведен у Београд.

### Суђење и смрт стрељањем
Суђење пуковнику Кесеровићу одржано је од 2. јула до 8. августа 1945. године у амфитеатру Правног факултета у Београду пред Војним судом 1. Армије за злочин против народа и државе. Суђено му је са још неким истакнутим војно-политичким личностима Равногорског покрета.
Кесеровић се на суђењу углавном бранио изговорима да је једино радио против Немаца и да се борио као савезник.
Није споменуо догађај у Крушевцу, као ни немачко-бугарске акције које су за време рата предузимене против његових одреда у Србији.
Суд је донео пресуду којом је на казну смрти стрељањем, губитком свих грађанских права и конфискацијом целокупне имовине, осудио пуковника Кесеровића због злочина против народа и државе, због помагања окупатору, због сарадње са владом Милана Недића и због непријатељске делатности против нове државе уперене на подривању новог уставног поретка, мира и безбедности.
Пуковник Кесеровић је стрељан 17. августа 1945. године негде у Београду. Место стрељања никада није објављено.

## Одликовања
- Медаља за храброст
- Албанска споменица
- Орден Карађорђеве звезде са мачевима IV реда (1943)[8]